# بوت، آلاسکا
بوت (به انگلیسی: Butte) شهری در بخش ماتانوسکا-سوسیتنا ایالت آلاسکا است که جمعیت آن در سرشماری سال ۲۰۰۰ میلادی ۲۵۶۱ نفر بوده‌است.